# Thrash metal allemand

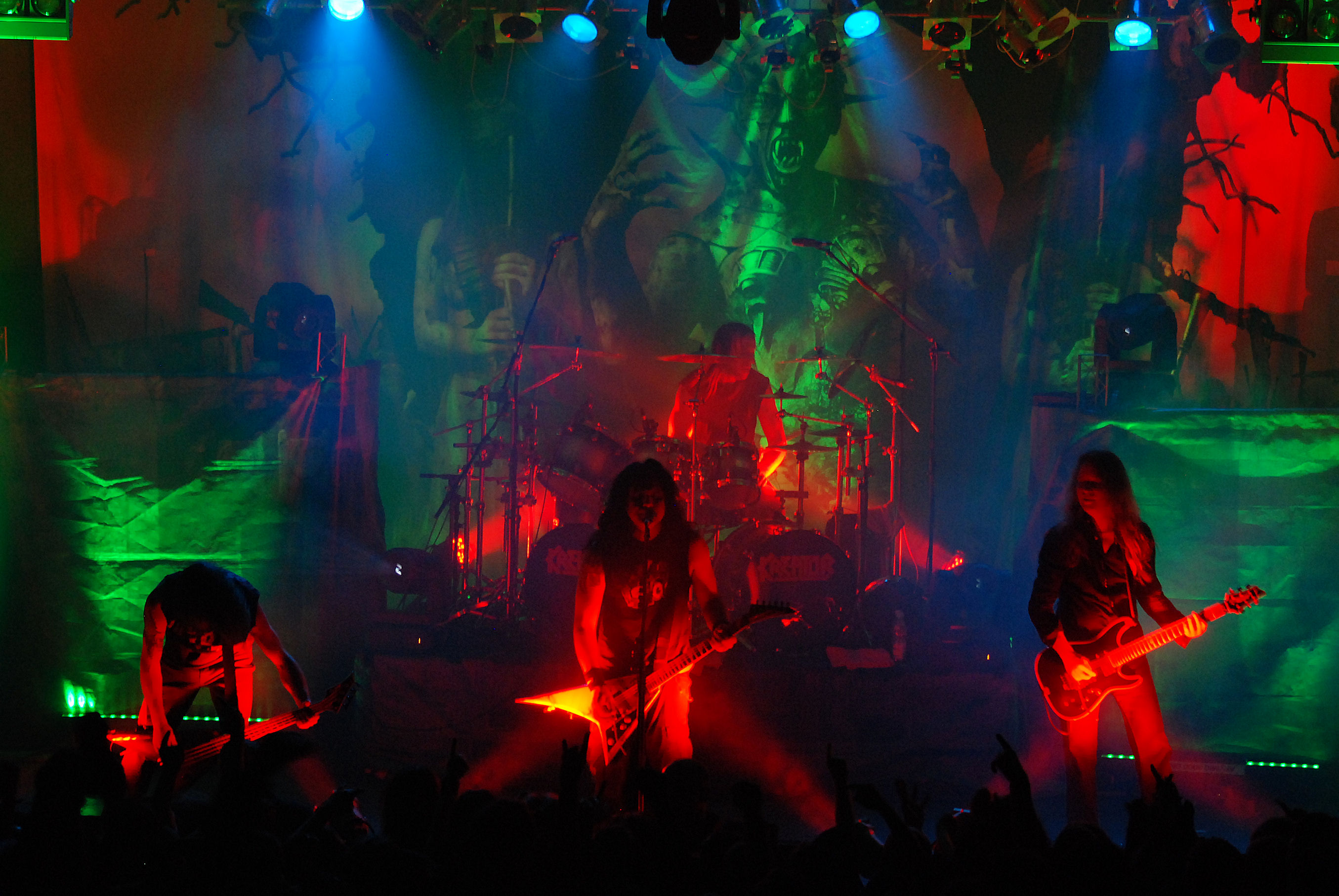
Kreator, l'un des trois groupes appelés big three of teutonic thrash metal.

Le thrash metal allemand désigne une scène régionale du thrash metal ayant émergé durant les années 1980 en Allemagne. Avec le Bay Area thrash metal, le East Coast thrash metal, et le thrash metal brésilien, il s'agit de l'une des scènes majeures de la scène thrash metal.

## Histoire
Les deux premiers groupes particulièrement influents du thrash metal allemand incluent Destruction, originaire de Lörrach, et Holy Moses, originaire d'Aix-la-Chapelle. Après avoir entendu parler du groupe Venom, les deux groupes décident de changer de sonorité.
La scène thrash metal allemande est notable, également, pour avoir vu paraître les trois plus célèbres groupes de la scène allemande, non-officiellement nommés les « big three of teutonic thrash metal », que sont Kreator, Destruction et Sodom. Cette appellation a été construite en référence au Big Four of Thrash qui regroupe les quatre plus célèbres groupes de thrash metal américains. D'ailleurs on parle parfois de « big four allemand » en y ajoutant le groupe Tankard. Par la suite, en raison des différences stylistiques entre les formations allemandes et américaines, notamment dues au son plus brutal et agressif du thrash metal teuton, les big three ont formé un mouvement à part, un mouvement qui s'est renforcé lorsque beaucoup de groupes américains ont « adouci » leur son par rapport aux allemands, restés très proches du son thrash brutal (surtout Sodom). Le big three a connu son sommet de popularité à la fin des années 1980 avec des albums comme Pleasure to Kill de Kreator, Release from Agony de Destruction ou Persecution Mania de Sodom, puis après une longue transition, a retrouvé sa popularité dans les années 2000, bénéficiant du très grand nombre d'amateurs de thrash metal soucieux de voir leur style préféré revenir au sommet. Ainsi, les derniers albums de Kreator, Violent Revolution et Enemy of God, ainsi que l'éponyme de Sodom, ont reçu un très bon accueil dans le public thrash metal. En 2012, les big three ont fait une apparition en Alsace, France.